# M45重戦車
M45重戦車 (M45じゅうせんしゃ）は、第二次世界大戦期に開発されたアメリカ合衆国のM26パーシング中戦車をベースに、105mm榴弾砲M4を搭載した派生型である。

## 開発経緯

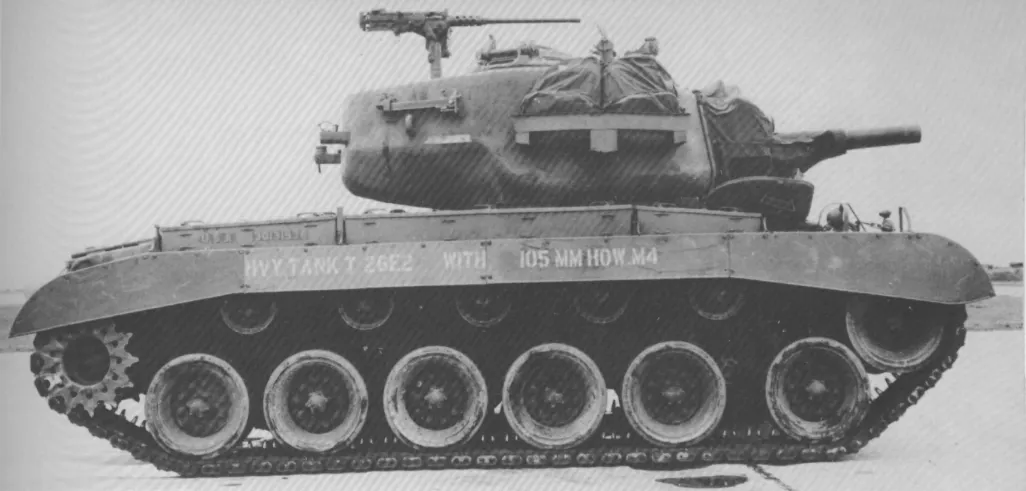
M45重戦車の側面。短い105mm榴弾砲M4以外に、パーシングとの外見的な違いはほとんど無い。

第二次世界大戦時、 アメリカ陸軍はM4シャーマンの主砲を75mm戦車砲M3から105mm榴弾砲M4に換装した火力支援型を実戦に投入しており、歩兵の火力支援や敵陣突破の要として活躍していた。そこでアメリカ陸軍は、1944年に開発が進められていたT23中戦車にも同様の派生型を76両要請した。
しかし、T23は機関系の信頼性が悪く、これらを改善するため T23中戦車の火力支援型はまず試作車を製作して試験を行い、その後76両の生産型を製造する予定であったが、さらに装甲の強化も図った改良型(のちのパーシングの元となる車両)であるT26E1中戦車に計画が変更されるに伴い、これらの火力支援型の計画もT26E1の105mmM4搭載型へと改められた。 T26E1の火力支援型の開発がいつ頃開始されたのかは明らかにされていない。
ゼネラルモーターズ社のグランドブランク工廠と、クライスラー社のデトロイト工廠の両社に対して「T26E2」の試作名称で105mm榴弾砲M4を搭載するためのさまざまな図面が1944年10月に送付された。これを元にモックアップが作られ、審査に通され7月から生産が開始されたが、M26パーシングの生産や5月9日にドイツが降伏したことなどにより、185両の少数の生産のみに留まった。

## 実戦での運用

### 朝鮮戦争
M45の唯一の実戦は、朝鮮戦争中の洛東江防御線であった。アメリカ海兵隊第24師団第6戦車大隊所属の6両のM45が北朝鮮軍に対して使用された。しかし、 M45の機関系の故障の頻発と、朝鮮半島特有の狭い山道が多いのに対しM45がアンダーパワーで機動力の不足、そしてすでに105mm砲装備のM4シャーマンがすでに朝鮮半島全域の作戦で使用されていた。
こういった状況を受けて1951年1月に戦局が安定化すると、配備されていた6両のうち4両が本国に送り返され、残りの2両は廃棄処分を受け東豆川市に運ばれた。

### その後
陸軍はM26パーシングと同じ稼働率の問題を抱えるM45に対し、「105mm砲搭載のシャーマンの方が戦略的有用性に優れている」とし、残っていたM45を全てM26A1へと改修したため、現存する車両は存在しない。